# Heteropoda uexkuelli
Heteropoda uexkuelli là một loài nhện trong họ Sparassidae.
Loài này thuộc chi Heteropoda. Heteropoda uexkuelli được Peter Jäger miêu tả năm 2008.